# Texst
Texst är en antologi utgiven 2004 av Konstfack med Magnus Bärtås som redaktör. Antologin innehåller ett urval av svensk textbaserad konst. 
Ur förordet av Magnus Bärtås:
| ” | Allt fler konstnärer utgår ifrån, skapar och integrerar texter i sina arbeten och utställningar. Det sker på en mängd olika sätt och utifrån en mängd olika bevekelsegrunder. Vissa konstnärer ansluter sina verk till litterära frågeställningar, andra går på ett självklart sätt in i ett växelbruk som författare och bildkonstnärer. Ett av målen med Texst är att undersöka och beskriva ett fält inom den svenska konsten. Men kanske kan det här projektet också nå något under det ytliga konstaterandet att textanvändning är vanlig inom konsten. | „ |

I september 2004 benämndes antologin Texst som "en av årets viktigaste böcker i ämnet modern svensk litteratur" av Jonas Thente i Dagens Nyheter.

## Medverkande
Daniel Andersson, Kristian Berglund, Catti Brandelius, Karin Dahl, Peter Eccher, Jörgen Gassilewski, Andreas Gedin, Oscar Guermouche, Anna Hallberg, Saskia Holmkvist, Leif Holmstrand, Stina Högkvist, Martin Högström, Karl Larsson, Mara Lee, Beatrice Lindberg, Maria Lindberg, Maja Lundgren, Andreas Mangione, Monika Marklinger, Bo Melin, Ulf Karl Olov Nilsson, Jesper Norda, Ola Pehrson, Dmitri Plax, Anna Rosenberg, Charlotta Rosengren, Andreas Roth, Gunnar Sandin, Fia-Stina Sandlund, Gisela Schink, Lina Selander, Johannes Sjögren, Robert Ståhl, Lisa Torell, och Kim West.